# Aloe subfasciata
Aloe subfasciata é uma espécie de liliopsida do gênero Aloe, pertencente à família Asphodelaceae.